# Siankärsänsaari
Siankärsänsaari är en ö i Finland. Den ligger i sjön Nytkymenjärvi och i kommunen Jämsä i landskapet Mellersta Finland, i den södra delen av landet, 190 km norr om huvudstaden Helsingfors. Öns area är 0,3 hektar och dess största längd är 110 meter i sydväst-nordöstlig riktning.